# Павана (Пистоја)
Павана је насеље у Италији у округу Пистоја, региону Тоскана.
Према процени из 2011. у насељу је живело 414 становника. Насеље се налази на надморској висини од 472 м.